# Ensayo enzimático
Los ensayos enzimáticos son métodos de ensayo químico para medir actividades enzimáticas. Son vitales para el estudio de las cinéticas enzimáticas y la inhibición enzimática.

## Unidades enzimáticas
Las cantidades de enzima pueden ser expresadas en moles, como las de cualquier otro compuesto químico, o pueden ser cuantificadas en términos de actividad enzimática. La actividad enzimática es una medida de la cantidad de enzima activa presente y del nivel de actividad de la misma, por lo que la medida de la actividad es dependiente de las condiciones, que deben ser especificadas cuando se dan valores de actividad. La actividad expresa la cantidad de sustrato convertido por unidad de tiempo, teniendo en cuenta el volumen de reacción. 
En el Sistema Internacional de Unidades la unidad para la actividad catalítica es el katal (kat), pero es una unidad demasiado grande y suele usarse la unidad de actividad enzimática (UI). 
- 1 kat = 1 mol sustrato convertido x s-1 = 6 x 107 UI
- 1 UI = 1 μmol sustrato convertido x min-1 = 16,67 nkat

Otra unidad comúnmente usada es la actividad específica. Ésta se refiere a la actividad de una enzima por miligramo (mg) de proteína, y se suele expresar en: μmol x min-1 x mg-1). La actividad específica da una idea de la pureza de la enzima.

## Tipos de ensayo

### Según la fase de la reacción estudiada
Todos los ensayos enzimáticos miden el sustrato consumido o el producto generado en la reacción durante un tiempo. Existe un gran número de métodos diferentes para medir la concentración de sustratos y productos, y muchas enzimas pueden ser ensayadas de diferentes maneras. Habitualmente en bioquímica se estudian las reacciones catalizadas por enzima usando cuatro tipos de experimentos:
1. Medida de la velocidad inicial. Cuando una enzima se mezcla con un gran exceso de sustrato (a concentración saturante), el complejo intermedio enzima-sustrato se genera en una rápida fase inicial transitoria. Después, la reacción llega a una cinética constante durante la cual el complejo enzima-sustrato se mantiene prácticamente en cantidades invariables en el tiempo y la velocidad de reacción es constante. La velocidad se mide en un corto periodo después de lograr un estado cuasi-constante, que se detecta típicamente monitorizando la acumulación de producto durante el tiempo. Como las mediciones se efectúan en un periodo muy corto y por la concentración saturante de sustrato, puede considerarse que el sustrato libre es igual al sustrato inicial y que la velocidad medida es la máxima que la enzima puede alcanzar en las condiciones de reacción dadas, porque no se están dando reacciones inversas o degradación enzimática. Estas mediciones son las más simples de realizar y analizar al estar relativamente libres de complicaciones y, por tanto, este el tipo de ensayo más usado en cinética enzimática.
2. Medida del progreso de la curva. En estos experimentos los parámetros cinéticos se determinan a partir de expresiones de las concentraciones de las diferentes especies como funciones del tiempo. La concentración del sustrato o del producto se mide en momentos posteriores a la rápida fase inicial y durante un tiempo lo suficientemente largo que permita a la reacción acercarse al equilibrio. Este tipo de ensayos se intenta evitar por el error matemático que se puede introducir y es cada vez menos practicado, pero fue muy ampliamente utilizado en los primeros periodos del estudio de la cinética enzimática.
3. Medida de la fase transitoria. En estos experimentos se observa el comportamiento de la reacción durante la rápida fase inicial transitoria en la que el complejo molecular intermedio llega a un periodo cinético constante. Estos son los ensayos más difíciles de realizar porque requieren el uso de técnicas de mezclado y medición realmente rápidas.
4. Experimentos en la fase de equilibrio. En estos experimentos se perturba una mezcla de enzima, sustrato y producto que ha alcanzado el equilibrio químico, por ejemplo cambiando la temperatura, la presión o el pH, y se estudia cómo regresa la mezcla al equilibrio. El análisis de estos experimentos requiere que la reacción sea reversible. Además, estos experimentos son relativamente insensibles a detalles mecanísticos y, por lo tanto, no suelen usarse para la identificación de mecanismos de reacción.

### Según el seguimiento de la reacción
Los ensayos enzimáticos pueden dividirse en dos grupos según la manera en que se sigue la medición. Por una parte están los ensayos continuos, en los que el método ofrece una lectura continua de la actividad monitorizando a tiempo real el sustrato consumido o el producto generado. Por otra parte existen ensayos discontinuos, en los que la reacción se detiene en un punto y se mide la concentración de los sustratos o los productos.

### Ensayos continuos
Son los más convenientes, al obtener simplemente con el ensayo la velocidad de la reacción, sin necesitar trabajo adicional. Hay muchos tipos diferentes.

#### Espectrofotométricos
En los ensayos espectrofotométricos puede seguirse el curso de una reacción observando cómo cambia la luz absorbida por la solución en la que se está dando la reacción. Para poder utilizar un ensayo de este tipo debe haber entre los sustratos o los productos alguno que absorba luz a una longitud de onda determinada, y que sea la única molécula de la mezcla de reacción que lo hace a la misma; de esta forma, se puede observar el aumento o la disminución de la absorbancia a dicha longitud de onda.
Cuando la luz absorbida se encuentra en el espectro visible es posible observar un cambio en el color de la muestra, y entonces hablamos de método colorimétrico. 
También es usual el uso de la luz ultravioleta (luz UV), especialmente porque sirve para monitorizar reacciones en las que participan NADH y NADPH, coenzimas que participan en infinidad de reacciones bioquímicas y que absorben luz UV en forma reducida (NADH y NADPH) pero no en forma oxidada (NAD+ y NADP+). Así, la actividad de una oxidorreductasa que use NADH como coenzima puede ser monitorizada siguiendo el descenso de la absorbancia a 340 nm a medida que se consume el NADH.
Ensayos directos y acoplados

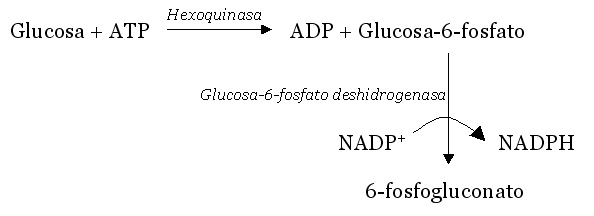
Figura 1: Ensayo acoplado para medir la actividad de la hexoquinasa, usando la Glucosa-6-fosfato deshidrogenasa.

Incluso cuando la reacción enzimática a estudiar no provoca ningún cambio de absorbancia o ésta no es específica, pueden usarse ensayo espectrofotométricos para la enzima realizando un ensayo acoplado. En este, el producto de la reacción a estudiar se usa como sustrato de una segunda reacción, que ha de ser de fácil seguimiento y cuyos otros sustratos, coenzimas y enzimas deben encontrarse a concentraciones saturantes para que la velocidad de la segunda reacción sea la máxima. Por ejemplo, en la figura 1 puede verse el esquema de un ensayo acoplado para la hexoquinasa, que puede medirse acoplando la producción de glucosa-6-fosfato a la producción de NADPH usando la Glucosa-6-fosfato deshidrogenasa

#### Fluorimétricos
En el fenómeno de la fluorescencia una molécula emite luz de una longitud de onda determinada tras absorber luz a otra longitud de onda. Los ensayos fluorimétricos usan la diferencia en la fluorescencia entre producto y sustrato para medir la reacción enzimática. Estos ensayos son generalmente mucho más sensibles que los espectrométricos, ya que son más específicos al tener que utilizar dos longitudes de onda en lugar de una, pero pueden sufrir más interferencias por impurezas presentes en el medio o por la inestabilidad que muchos compuestos fluorescentes presentan al ser expuestos a la luz.
Un ejemplo de estos ensayos es, una vez más, el uso de las coenzimas NADH y NADPH. En este caso, las formas reducidas son fluorescentes y las oxidadas no. Las reacciones de oxidación pueden, por tanto, ser seguidas por el descenso de la intensidad de fluorescencia, y las de reducción por el aumento. También existen sustratos sintéticos que liberan un fluoróforo en reacciones catalizadas por enzima, como por ejemplo el 4-metilumbeliferil-β-D-glucurónido para ensayar la β-galactosidasa.

#### Calorimétricos
La calorimetría es la medida del calor liberado o absorbido por una reacción química. Estos ensayos son muy generales, ya que muchísimas reacciones llevan asociado algún cambio de calor y utilizando un microcalorímetro no es necesario utilizar grandes cantidades de enzima o sustrato. Estos ensayos pueden ser usados para medir reacciones imposibles de medir con otros métodos.

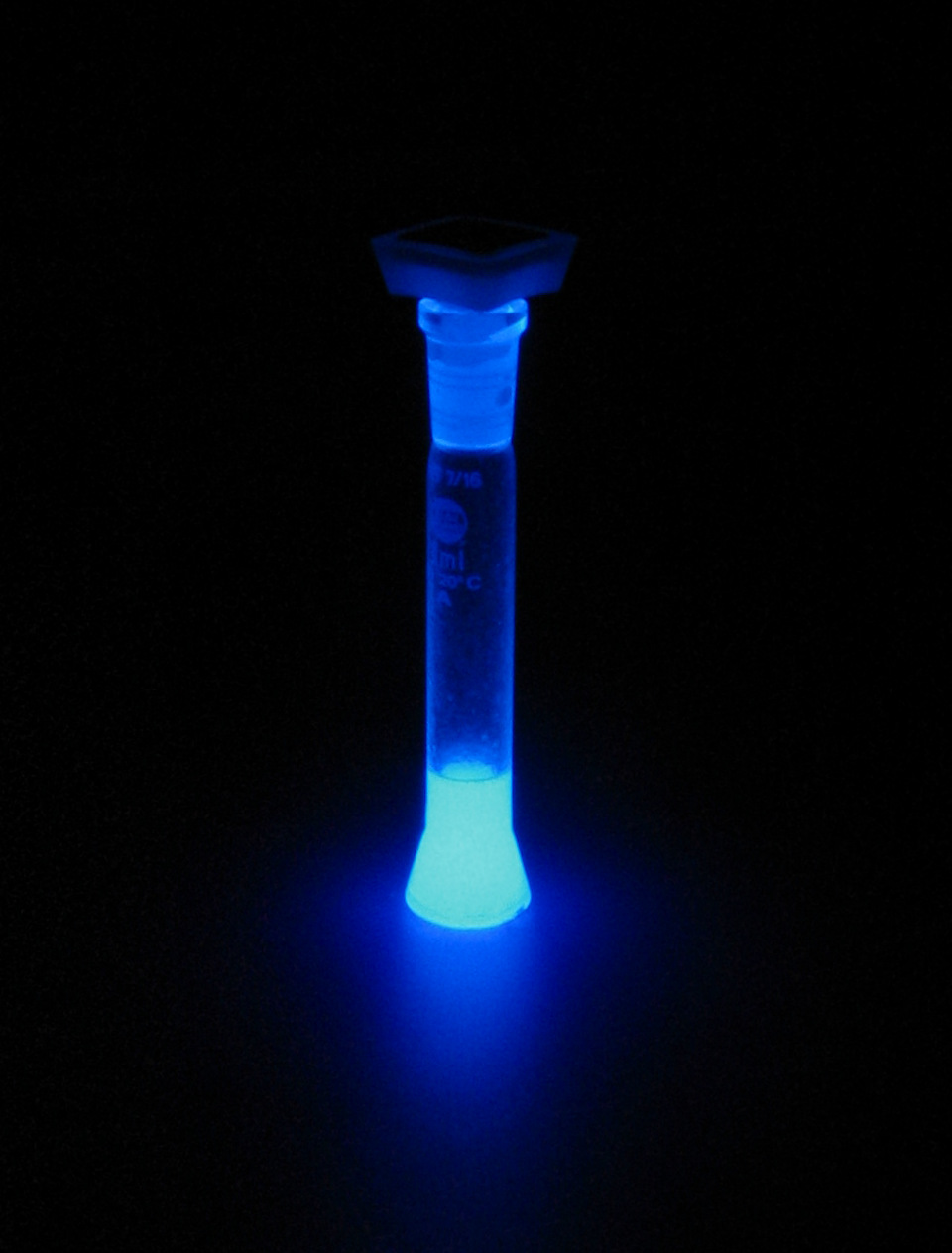
Quimioluminiscencia del luminol.

#### Quimioluminiscencia
La quimioluminiscencia es la emisión de luz por una reacción química. Algunas reacciones enzimáticas producen luz y ésta puede ser medida para detectar la formación de producto. Estos tipos de ensayo pueden ser extremadamente sensibles, ya que la luz producida puede ser registrada en una película fotográfica por días e incluso semanas, pero al mismo tiempo son de difícil cuantificación, porque no toda la luz emitida por la reacción será detectada.
La detección de la peroxidasa de rábano por quimioluminiscencia enzimática (ECL, enzymatic chemiluminiscence) es un método común para detectar anticuerpos en el western blot. Otro ejemplo de quimioluminiscencia es la luciferasa, enzima presente en las luciérnagas que produce luz de forma natural a partir de su sustrato, luciferina.

### Ensayos discontinuos
En un ensayo discontinuo se toman muestras de una reacción enzimática en intervalos y se mide en ellas la cantidad de producto formado o sustrato consumido.

#### Radiométricos
En los ensayos radiométricos se mide la incorporación de radiactividad en los sustratos o su liberación desde sustratos. Los radioisótopos más usados en estos ensayos son 14C, 32P, 35S y 125I. Como los isótopos radiactivos permiten el marcaje de un solo átomo de un sustrato, estos ensayos son extremadamente sensibles y específicos. Son frecuentemente utilizados en bioquímica y son a menudo la única manera de medir una reacción específica en extractos crudos (mezclas complejas de las enzimas liberadas al lisar células).
En estos procedimientos la radiactividad es normalmente medida en contadores de centelleo.

#### Cromatográficos
En los ensayos cromatográficos se mide la formación de producto separando los componentes de la mezcla de reacción por cromatografía. Normalmente, se lleva a cabo mediante HPLC. Aunque esta aproximación puede requerir grandes cantidades de material de partida, su sensibilidad puede incrementarse mediante marcaje radiactivo de los sustratos o los productos.

## Factores que afectan al ensayo
- Fuerza osmótica: La mayoría de las enzimas no pueden tolerar concentraciones de sal extremadamente altas. Los iones interfieren con los débiles enlaces iónicos de las proteínas. Las enzimas típicas son activas en concentraciones salinas de 1 a 500 mM. Existen excepciones como las enzimas de las algas y bacterias halófilas.

- Temperatura: Todas las enzimas trabajan en un rango de temperaturas específicas del organismo al que pertenecen. Los aumentos de temperatura generalmente provocan un incremento de la velocidad de reacción. Esto se debe a alteraciones de la estructura de la proteína debidas a la interrupción de uniones iónicas que resultan en la estabilización de la estructura tridimensional de la enzima. La temperatura óptima de las enzimas humanas se encuentra generalmente entre los 35 y los 40 °C; la temperatura media del organismo del ser humano es 37 °C. Así, las enzimas humanas comienzan a desnaturalizarse rápidamente a partir de los 40 °C. En cambio, las enzimas de las arqueas termófilas, que se encuentran en manantiales calientes, son estables hasta a 100 °C.[5] Sin embargo, la idea de una velocidad "óptima" para una reacción enzimática es engañosa, ya que la velocidad observada a cualquier temperatura es el producto de dos velocidades, la velocidad de reacción y la velocidad de desnaturalización. Si se usase un ensayo para medir esta segunda actividad por segundo, la velocidad sería alta a altas temperaturas, y usando un ensayo para cuantificar la formación de producto ésta sería baja a esas temperaturas.

- pH. La mayoría de las enzimas son sensibles al pH y tiene un rango específico en el que se detecta actividad; todas tienen un pH óptimo. El pH puede detener la actividad enzimática al provocar la desnaturalización de la estructura proteica rompiendo enlaces iónicos y puentes de hidrógeno. La mayoría de las enzimas funcionan entre un pH 6 y 8; sin embargo, la pepsina estomacal tiene un pH óptimo de 2 y la tripsina de 8.

- Saturación del sustrato. Aumentando la concentración de sustrato aumenta la velocidad de la reacción o actividad enzimática. Sin embargo, el límite de saturación limita la velocidad. Una enzima está saturada cuando los sitios activos de todas las moléculas están ocupados la mayoría del tiempo. A partir del punto de saturación la reacción no puede acelerarse mediante adición de sustrato, sea cual sea la cantidad añadida. En un gráfico la velocidad de reacción habría alcanzado una meseta.